# Geomorfologi
Geomorfologi (fra græsk: γη ge "jord", μορφή morfé "form" og λόγος, logos, "kundskab") er en videnskabelig disciplin, der beskæftiger sig med landskabsformer, landskabets sammensætning og de overfladeprocesser, der foregår på Jorden og andre planeter. Geomorfologien befinder sig i grænseområdet mellem geologi og geografi.
Geomorfologien søger at forstå hvorfor landskabet ser ud som det gør, herunder landskabsformernes historie og bevægelse samt forudsige den fremtidige udvikling gennem en kombination af feltstudier, fysiske eksperimenter og numerisk matematisk modellering. Geomorfologiske metoder anvendes indenfor geologi, geodæsi, geografi, arkæologi og pedologi. Blandt andet anvendes geomorfologi til måling af effekterne af klimaforandringer, vurdering af risiko for jordskred, kontrol og opretholdelse af elve og beregning af kystlinjens haverosion. Geomorfologi har også været anvendt til at vurdere muligheden for forekomster af vand på Mars.
De landskabsdannende processer kan betinget inddeles i:
- geologiske processer, hvorunder kan henregnes kontinentalforskydninger og vulkansk aktivitet, men også eksponering af grundfjeld.
- glaciale processer, der tilskives is og gletsjere (også kaldet glacialmorfologi).
- landhævninger og -sænkninger (isostasi).
- bølger og havstrømme, der fører til kystomdannelser.
- tidevand (Vadehavet, marsk).
- ferskvandets påvirkning (fx søer og vandløb samt deltaer ved udløb i havet) (også kaldet fluvialmorfologi).
- vindpåvirkning (fx sandflugt, klit- og ørkendannelser) (også kaldet æolisk geomorfologi).
- jordbundsprocesser (herunder påvirkning fra klima, plantevækst og dyreliv).

I praksis er der imidlertid tale om et samspil mellem flere processer samtidigt. Geomorfologien studerer disse processer og forklarer deres samspil for en bestemt landskabsdannelse.